# Cheilotrichia (Empeda) instrenua
Cheilotrichia (Empeda) instrenua is een tweevleugelige uit de familie steltmuggen (Limoniidae). De soort komt voor in het Neotropisch gebied.